# Kud
Kud là một thị xã và là nơi đặt ủy ban khu vực quy hoạch (notified area committee) của quận Udhampur thuộc bang Jammu và Kashmir, Ấn Độ.

## Địa lý
Kud có vị trí 33°05′B 75°17′Đ / 33,08°B 75,28°Đ Nó có độ cao trung bình là 1855 mét (6085 feet).

## Nhân khẩu
Theo điều tra dân số năm 2001 của Ấn Độ, Kud có dân số 1140 người. Phái nam chiếm 54% tổng số dân và phái nữ chiếm 46%. Kud có tỷ lệ 59% biết đọc biết viết, thấp hơn tỷ lệ trung bình toàn quốc là 59,5%: tỷ lệ cho phái nam là 69%, và tỷ lệ cho phái nữ là 47%. Tại Kud, 14% dân số nhỏ hơn 6 tuổi.